# Chrysocyma mesopotamia
Chrysocyma mesopotamia är en fjärilsart som beskrevs av George Francis Hampson 1905. Chrysocyma mesopotamia ingår i släktet Chrysocyma och familjen tofsspinnare. Inga underarter finns listade i Catalogue of Life.